# Thợ mỏ đình công tại Marikana
Vụ đình công thợ mỏ Marikana là một vụ đình công bất ngờ diễn ra ở Nam Phi ngày 16 tháng 8 năm 2012 tại mỏ bạch kim của hãng Lonmin ở Marikana, cách thành phố Johannesburg khoảng 100 km về phía tây bắc. Cảnh sát Nam Phi bắn chết 34 người và làm bị thương 78 người khác.
Cảnh sát đã được điều động tới mỏ để giải tán một cuộc biểu tình của 3.000 thợ mỏ, một số cầm dao và gậy gộc, khi họ tụ tập trên một quả đồi để kêu gọi tăng lương lên mức trên 1.000 USD/tháng so với mức thu thập thời điểm đình công là từ 484-605USD/tháng. 
Các vụ bạo động vào ngày 16 tháng 8 năm 2012 là vụ sử dụng vũ lực gây chết người nhiều nhất bởi lực lượng an ninh Nam Phi chống lại thường dân kể từ khi kết thúc của thời kỳ phân biệt chủng tộc. Các vụ nổ súng đã được mô tả như là một vụ thảm sát trên các phương tiện truyền thông Nam Phi và đã được so sánh với sự kiện tại Sharpeville năm 1960.
Trong khi công nhân mỏ tuyên bố rằng họ đã bị cảnh sát tấn công, cảnh sát và các quan chức chính phủ lại cho rằng các vụ nổ súng là một hành động tự vệ chống lại một đám đông hung hăng và vũ trang.
Chưa rõ nguyên nhân khiến các cảnh sát nổ súng nhưng các nhân chứng cho biết vụ nổ súng xảy ra sau khi một nhóm người đình công tấn công cảnh sát. Các nhân chứng cho rằng cảnh sát được trang bị súng trường và súng ngắn, đã bắn hàng chục phát đạn. Có 259 người đã bị bắt về các cáo buộc khác nhau. Hiệp hội nghiệp đoàn xây dựng và thợ mỏ Nam Phi đã cáo buộc cảnh sát gây ra một vụ thảm sát.